# Slaapmiddelen
Slaapmiddelen of hypnotica zijn geneesmiddelen die slaap veroorzaken, in de zin van makkelijker in slaap vallen en/of langer doorslapen. De meest gebruikte slaapmiddelen behoren tot de groep van benzodiazepinen. Deze middelen bezitten tevens kalmerende (sedatie) en angstverminderende (anxiolyse) eigenschappen.

## Eigenschappen
De belangrijkste verschillen tussen slaapmiddelen onderling liggen op het gebied van de werkingsduur, de inwerktijd en de veiligheid bij overdosering. Langwerkende middelen worden ook wel doorslaapmiddelen genoemd en middelen die snel werken maar ook snel zijn uitgewerkt worden inslaapmiddelen genoemd. Voordeel van de korter werkende middelen is dat zij leiden tot minder sufheid overdag.
Soorten slaapmiddelen:
- benzodiazepinen: temazepam en lormetazepam zijn middelen van eerste keus, vanwege hun niet te lange werkingsduur.
- zolpidem en zopiclon: hebben geen bewezen voordelen boven benzodiazepines en werken volgens een gelijkaardig werkingsmechanisme.
- chloraalhydraat: Het gebruik hiervan is af te raden, met name vanwege de risico's bij overdosering.
- barbituraten: worden niet meer voorgeschreven als slaapmiddel met name vanwege de risico's bij overdosering.

| Eigenschappen slaapmiddelen | Eigenschappen slaapmiddelen | Eigenschappen slaapmiddelen | Eigenschappen slaapmiddelen |
| Slaapmiddel                 | Tijdsduur tot effect        | Gebruikelijke dosering      | Werkingsduur                |
| --------------------------- | --------------------------- | --------------------------- | --------------------------- |
| Brotizolam (Lendormin)      | 5-20 min.                   | 0,125-0,25 mg               | Middellang                  |
| Chloralhydraat              | 30 min.                     | 250-1000 mg en maximaal 2 g | Middellang                  |
| Flunitrazepam (Rohypnol)    | 20-30 min.                  | 0,5-1 en maximaal 2 mg      | Lang                        |
| Flurazepam (Dalmadorm)      | 30-60 min.                  | 15–30 mg                    | Lang                        |
| Loprazolam (Dormanoct)      | 30 min.                     | 0,5-1 mg en maximaal 2 mg   | Middellang                  |
| Midazolam (Dormicum)        | 5-20 min.                   | 7,5-15 mg                   | Kort                        |
| Nitrazepam (Mogadon)        | 20-50 min.                  | 2,5-10 mg                   | Lang                        |
| Temazepam (Normison)        | 45-60 min.                  | 10-20 en maximaal 40 mg     | Middellang                  |
| Zolpidem (Stilnoct)         | 5-20 min.                   | 5-10 mg                     | Kort                        |
| Zopiclon (Imovane)          | 5-20 min.                   | 7,5 mg                      | Kort                        |

## Natuurlijke en chemisch geïnduceerde slaap
Een door drugs of medicatie geïnduceerde slaap biedt niet dezelfde herstellende eigenschappen als een echte nachtrust.
Personen die langdurig slaapmiddelen gebruiken kunnen symptomen vertonen die overeenkomen met die van iemand die in lange tijd niet echt geslapen had. 

## Nadelige effecten
- Tolerantie (steeds meer nodig hebben voor hetzelfde effect), met als mogelijke gevolgen afhankelijkheid en verslaving.
- Sufheid overdag. Dit hangt samen met de werkingsduur, en treedt minder op bij de (zeer) kort werkende middelen.
- Ademdepressie bij (soms geringe) overdosering. Van belang bij bepaalde chronische aandoeningen van de luchtwegen.
- Bij bejaarden is de kans op een gebroken heup door een val aanzienlijk groter bij gebruik van een slaapmiddel.[2]
- Verminderde duur van de diepe slaap[3] (het meest herstellende deel van de slaap).
- De remslaap, de periodes waarin men droomt zijn meestal korter. Medisch gezien is dit waarschijnlijk niet van belang.[4][5] De slaapmiddelen zolpidem en zopiclon beïnvloeden de remslaap het minst.
- Twee tabletten zolpidem kunnen de ademhaling onderdrukken en bij mensen met slaapapneu het zuurstofgehalte in het bloed doen dalen.[6]

## Hoe lang te gebruiken
De meeste middelen dienen niet langer dan maximaal vier weken achtereen gebruikt te worden (chloraalhydraat maximaal twee weken). 
Dit heeft te maken met het gegeven dat een kunstmatige slaap geen volwaardig alternatief is voor de natuurlijke slaap en tevens met gewenning: men zou dan telkens een grotere dosis moeten nemen om hetzelfde slaapbevorderende effect te krijgen. Dit werkt een lichamelijke afhankelijkheid en verslaving in de hand. Langdurig gebruik werkt ook een psychische verslaving in de hand. Men denkt zonder het pilletje niet meer in slaap te kunnen komen.
De werkzaamheid van zolpidem en zopiclon zou langer behouden blijven dan die van andere middelen, in de meeste richtlijnen voor slaapmiddelen gebruikmaakt men echter dit onderscheid niet.

## Misbruik
Een overdosering met barbituraten kan fataal zijn. Overdosering met benzodiazepines verloopt vrijwel nooit dodelijk.
In (internationale) richtlijnen met betrekking tot het gebruik van slaapmiddelen, wordt langdurig gebruik afgeraden. Desondanks zijn in Nederland meer dan honderdduizend mensen verslaafd aan slaapmiddelen (met name benzodiazepines).
In België alleen al worden dagelijks 735.000 slaappillen ingenomen. Dat blijkt uit cijfers van de Belgische geneesmiddelenindustrie.

## Afbouwen en stoppen
Benzodiazepines dienen geleidelijk te worden afgebouwd; gedurende een aantal weken stapsgewijs de dosis verlagen. Doet men dit niet, dan is de kans op ontwenningsverschijnselen groter. Een ontwenningsverschijnsel bij slaapmiddelengebruik, is dat men na het stoppen juist weer last van slapeloosheid krijgt. Voor een afbouwschema zie het artikel "Benzodiazepinen".